# 우비 (인스톨러)
우비(Windows-based Ubuntu Installer, Wubi)는 윈도우 기반의 우분투 인스톨러이다. GPL로 배포된다. 7.04 및 7.10 때 독립 프로젝트로 시작되어 비공식적으로 배포되다 8.04 알파 5부터 내용이 우분투에 합쳐져 현재 우분투 라이브 CD에서 찾을 수 있다.
우비는 가상 머신은 아니지만 디스크 이미지를 만들어 설치하게 된다. 일반적인 방법과 달리 하드 디스크의 파티션을 나누지 않고 윈도 파티션에다가 파일을 만들어 설치하기 때문에 파티션을 나누는 데 어려움이 있거나 나누는 것이 부담스러운 사용자들에게 유용하다.
우비는 리눅스를 실행시키기 위해 윈도 부트 메뉴에다가 우분투로 부팅할 수 있는 항목을 추가한다. 우분투는 윈도 파일 시스템에다가 설치되고(C:\ubuntu\disks\root.disk), 이 파일은 리눅스에서는 진짜 하드 디스크로 인식된다. 우비는 윈도 파일 시스템에다가 스왑 파일도 만드는데(C:\ubuntu\disks\swap.disk), 이 파일은 우분투에서 추가 램으로 인식된다.
우비는 우분투 13.04부터 지원이 중단되었으며, 주 이유는 마이크로소프트에서 출시한 윈도우 8에서의 보안 부팅(Secure Boot) 등이다.

## 하드웨어 지원
8.04 이전에는 32비트 CPU만 지원했으나, 현재는 64비트도 지원한다.

## 장점
- 초보자가 별도의 파티션 작업 없이 우분투를 쉽게 설치할 수 있다.

## 단점
- 하이버네이트(hibernate)를 지원하지 않는다.
- 하드 재부팅(hard reboot)에 취약하다.
- 우비로 우분투를 윈도와 같은 파티션에 설치하면, 파일 단편화에 의해 우분투의 성능이 떨어질 수도 있다. 이럴 때는 디스크 조각 모음으로 어느 정도 해결할 수 있다.

## 덧붙임
- 리눅스 민트, 데비안 GNU/리눅스도 윈도 파티션 안에 운영 체제를 설치하는 소프트웨어가 있다. 리눅스 민트용은 우분투처럼 리눅스 민트 라이브 디스크 안에 있으며 데비안 GNU/리눅스용은 이곳에서 내려받을 수 있다.

## 같이 보기
- 우분투